# Víctor Barrueto
Víctor Jeame Barrueto (Madrid, 1 de julio de 1953) es un economista y político chileno, militante del Partido por la Democracia (PPD). Fue diputado de la República por el distrito N.° 43 durante cuatro periodos consecutivos, entre 1990 y 2006. Desde el 10 de marzo de 2023 y hasta el 16 de agosto de 2023, se desempeñó como subsecretario de Defensa, bajo el gobierno del presidente Gabriel Boric.
Posteriormente se desempeñó como Intendente de la Región Metropolitana de Santiago bajo el primer gobierno de Michelle Bachelet entre 2006 y 2007. Anteriormente fue presidente de la Cámara de Diputados entre 2000 y 2001.

## Primeros años de vida
Nació en Madrid, España, el 1 de julio de 1953. Hijo de Víctor Jeame Quintas y Nereida Barrueto Faure. 
Legalmente su primer apellido es Jeame, pero en la esfera política utiliza el apellido materno, siendo públicamente conocido como Víctor Barrueto. Es sobrino nieto del exdiputado y exsenador, fallecido en 2005, Darío Barrueto Molinet y, sobrino del político Héctor Barrueto.
Los estudios primarios y secundarios los realizó en el Colegio San Ignacio de Alonso Ovalle, Santiago; y los superiores, en la Facultad de Ciencias Económicas y Administrativas de Universidad de Chile, donde obtuvo el título de Ingeniero Comercial, mención en Economía.
Se casó con Sofía Briceño y tienen tres hijos.

## Vida política
Sus actividades políticas las inició en el año 1969, como dirigente estudiantil. Fue secretario general y presidente de la Unión de Estudiantes de Centro, entre los años 1970 y 1971. A fines del año 1970 ingresó al Movimiento de Acción Popular Unitaria (MAPU), del que llegó a ser secretario general, desde 1985 hasta 1989, año en que fue presidente del mismo. En 1983 fue designado dirigente del Bloque Socialista, integrado por el Partido Socialista de Nuñez, la Izquierda Cristiana, el MAPU, el MAPU Obrero Campesino y el Grupo de Convergencia Socialista. En esta calidad, fue uno de los firmantes del Acuerdo Nacional. 
Participó en la fundación de la Concertación de Partidos por el NO, en representación del MAPU; y luego en la creación de la Concertación de Partidos por la Democracia, Partido por la Democracia (PPD) en 1987. Pasó a formar parte de la directiva central de este conglomerado político y fue presidente del PPD. 
En el ámbito profesional, se ha desempeñado en departamentos de estudios y finanzas de diversas empresas privadas. Ha sido asesor e investigador en el Centro de Acción y Asesoría Laboral. 
Fue elegido diputado, en las elecciones parlamentarias de 1989, en representación del PPD, por el distrito N.° 43, de la comuna de Talcahuano, VIII Región, para el período 1990-1994. Integró la Comisión Permanente de Recursos Naturales, Bienes Nacionales y Medio Ambiente y la de Economía, Fomento y Desarrollo. Fue miembro de la Comisión Especial de Régimen Político. 
En diciembre de 1993 fue reelecto diputado, por el mismo distrito N.° 43, para el período 1994-1998. Continuó en la Comisión Permanente de Recursos Naturales, Bienes Nacionales y Medio Ambiente e integró además la Comisión Permanente de Gobierno Interior, Regionalización, Planificación y Desarrollo Social, la que presidió; la de Familia y la de Régimen Interno, Administración y Reglamento. 
En diciembre de 1997 fue nuevamente electo diputado, por el distrito ya mencionado, para el período 1998-2002. Integró la Comisión Permanente de Gobierno Interior, Regionalización, Planificación y Desarrollo Social y la de Ciencia y Tecnología. Fue además elegido presidente de la Cámara de Diputados, cargo que desempeñó desde el 23 de marzo de 2000 hasta el 3 de abril de 2001. 
En diciembre de 2001 resultó nuevamente reelecto diputado, por el mismo distrito N.º 43 de la VIII Región del Bío-Bío, comuna de Talcahuano, para el período 2002-2006. Integró la Comisión Permanente de Recursos Naturales, Bienes Nacionales y Medio Ambiente, y la de Pesca, Acuicultura e Intereses Marítimos.
Posteriormente tras dejar la Cámara de Diputados, fue nombrado Intendente de la Región Metropolitana de Santiago, el 11 de marzo de 2006 hasta enero de 2007, bajo la presidencia de Michelle Bachelet Jeria.

## Labor parlamentaria
Patrocinó los siguientes Proyectos de Ley:
- Modifica el Código Penal y el Código de Justicia Militar, derogando las normas sobre desacato.
- Autoriza erigir dos monumentos en reconocimiento y homenaje a la Declaración Universal de los Derechos Humanos.
- Autoriza erigir un monumento en la ciudad de Santiago en memoria del expresidente de la República, don Carlos Ibáñez del Campo.
- Establece pena accesoria de cancelación de licencia de conductor a quien ingiera bebidas alcohólicas y conduzca vehículos, y establece rotulación obligatoria de envases de bebidas alcohólicas.
- Modifica la ley N.° 18.469, con el objeto de eliminar el cheque en garantía en atenciones de salud.

## Historial electoral

### Elecciones parlamentarias de 1989
- Elecciones parlamentarias de 1989 para Diputados por el distrito 43 (Talcahuano)[2]

### Elecciones parlamentarias de 1993
- Elecciones parlamentarias de 1993 para Diputados por el distrito 43 (Talcahuano)[3]

### Elecciones parlamentarias de 1997
- Elecciones parlamentarias de 1997 para Diputados por el distrito 43 (Talcahuano)[4]

### Elecciones parlamentarias de 2001
- Elecciones parlamentarias de 2001 para Diputados por el distrito 43 (Talcahuano)[5]

### Elecciones parlamentarias de 2013
- Elecciones parlamentarias de 2013, a Diputado por el distrito nº24 (La Reina y Peñalolén)[6]